# Elizalde T-40
El motor Elizalde T-40, era el motor, junt amb el T-80, dels primers motors d'aviació, que es van projectar i provar en aquesta casa. Amb ells va començar la important història aeronàutica d'aquesta empresa.

## Història
L'any 1917 i a requeriments de l'Aviació Militar (una de les branques en què estava muntada l'exèrcit de l'aire d'Espanya), Salvador Elizalde Biada, va dissenyar i provar aquest motor, molt similar als motors d'època d'automòbil, encara que amb els cilindres de camises d'acer i les aletes dels cilindres foses sobre aquestes.
Es tractava d'un motor amb els cilindres en línia refrigerat per aire, i que donava els 100 CV. At motor es va provar sobre un avió Farman MF.11, encara que, en aquell temps, corrien avions Farman a Espanya, en les forces aèries i construïts per Talleres Hereter S.A.
En acabar la Primera Guerra Mundial, el govern va decidir comprar material en desús que resultava molt barat, malbaratant els esforços realitzats per l'empresa i aquest motor caigué en l'oblit.